# Liberiusz (papież)
Liberiusz (ur. w Rzymie, zm. 24 września 366) – wyznawca i święty prawosławny oraz koptyjskiego Kościoła Ortodoksyjnego, 36. papież w okresie od 17 maja 352 do 24 września 366.

## Życiorys
Liberiusz był Rzymianinem, a jego pontyfikat przypadł na okres wzmożonych ataków ariańskich biskupów wschodnich, popieranych przez cesarza, na kościół Rzymski. Biskupi ci chcieli podporządkowania episkopatu zachodniego klerowi wschodniemu. Cesarz Konstancjusz II, który dążył do potępienia św. Atanazego przez papieża Liberiusza i zaszczepienia arianizmu na zachodzie cesarstwa, osadził tego ostatniego w Berei w Tracji. W Rzymie, z polecenia cesarskiego, wybrano na jego miejsce antypapieża Feliksa. W końcu jednak udało się arianom złamać opór prawowitego biskupa Rzymu. Liberiusz podpisał oświadczenie, które, zdaniem Johna Kelly’ego, było odejściem od ustaleń soboru w Nicei w 325. Z kolei zdaniem Jacka Salija, za cenę uwolnienia z wygnania, Liberiusz zgodził się podpisać tzw. trzecią formułę syrmijską, w której nie było treści bezpośrednio niezgodnych z ustaleniami soboru nicejskiego I. Papież mógł powrócić do Rzymu. W 358 gmina rzymska wypędziła antypapieża Feliksa z miasta, fakt ustąpienia Liberiusza pod naciskiem cesarza mocno jednak osłabił prestiż rzymskiego Kościoła.
Za czasów pontyfikatu papieża Liberiusza rozpoczęto budowę rzymskiej Basilica Liberiana – bazyliki Santa Maria Maggiore. Był to też okres, w którym cesarz Julian Apostata wytrwale dążył do powrotu do kultów pogańskich. Za papieża Liberiusza powstał tzw. Chronograf – kalendarz ze spisem cesarzy, konsulów, papieży i męczenników.
Do VI wieku wspominano go w liturgii Kościoła rzymskiego 23 września. Wiadomo również, iż to on ochrzcił w Rzymie św. Hieronima.
Według Mortena Lunda Warminda, w 354 roku Liberiusz zaadaptował dzień 25 grudnia, który był pierwotnie świętem boga słońca Mitrasa jako dzień narodzin Jezusa Chrystusa.
Zdaniem Daniela-Ropsa Liberiusz jest fałszywie oskarżany o zastąpienie pogańskiego święta, ustanowionego przez Aureliana, Bożym Narodzeniem, które w rzeczywistości jest jednak dużo starsze, o czym świadczą hymny i modlitwy pierwszych chrześcijan. Thomas Talley twierdził, że czyn rzymskiego cesarza był raczej odpowiedzią na rosnącą popularność chrześcijaństwa.
Papież Liberiusz został pochowany w katakumbach Pryscylli przy Via Salaria.